# Seznam slovenských YouTube kanálů podle počtu odběratelů
Zde je seznam slovenských YouTube kanálů podle počtu odběratelů. Seznam je aktuální k 8. Srpnu 2025. Seznam zahrnuje tvůrce tvořící na Slovensku, původem ze Slovenska nebo tvořící ve slovenštině. Zahrnuti jsou tvůrci, jejichž kanál má alespoň 600 tisíc odběratelů.
| Pořadí                              | Youtuber                  | Počet odběratelů | Datum vytvoření   | Počet zhlédnutí |
| ----------------------------------- | ------------------------- | ---------------- | ----------------- | --------------- |
| 1.                                  | Peter PlutaX              | 3,14 milionu     | 28. dubna 2010    | 1,812 miliardy  |
| 2.                                  | ANGRY EARTH               | 1,94 milionu     | 15. března 2008   | 1,523 miliardy  |
| 3.                                  | FCK THEM                  | 1,83 milionu     | 3. dubna 2012     | 1,022 miliardy  |
| 4.                                  | GoGoManTV                 | 1,77 milionu     | 11. července 2010 | 624 milionů     |
| 5.                                  | Televízia Markíza         | 1,72 milionu     | 15. června 2016   | 2,568 miliardy  |
| 6.                                  | Cubic Animations          | 1,47 milionu     | 14. srpna 2016    | 327 milionů     |
| 7.                                  | Televízia JOJ             | 1,32 milionu     | 25. srpna 2011    | 2,192 miliardy  |
| 8.                                  | DokeTV                    | 1,24 milionu     | 24. srpna 2014    | 162 milionů     |
| 9.                                  | Stillcraft Animations     | 1,20 milionu     | 21. srpna 2013    | 474 milionů     |
| 10.                                 | StudioMoonTV              | 1,14 milionu     | 2. ledna 2014     | 501 milionů     |
| 11.                                 | spievankovo               | 1,10 milionu     | 29. června 2010   | 836 milionů     |
| 12.                                 | Asimister                 | 1,06 milionu     | 14. srpna 2008    | 799 milionů     |
| 13.                                 | FerFox                    | 1,01 milionu     | 28. července 2022 | 167 milionů     |
| 14.                                 | Expl0ited                 | 966 tisíc        | 10. ledna 2013    | 305 milionů     |
| 15.                                 | Smejko a Tanculienka      | 959 tisíc        | 27. června 2014   | 1,548 miliardy  |
| 16.                                 | DONFANTASTICKYPESS        | 945 tisíc        | 1. července 2007  | 926 milionů     |
| 17.                                 | Duklock                   | 894 tisíc        | 29. října 2013    | 376 milionů     |
| 18.                                 | FÍHA tralala              | 861 tisíc        | 23. září 2011     | 1,074 miliardy  |
| 19.                                 | ČESKO SLOVENSKO MÁ TALENT | 852 tisíc        | 29. srpna 2010    | 767 milionů     |
| 20.                                 | menameselassie            | 814 tisíc        | 3. listopadu 2012 | 312 milionů     |
| 21.                                 | DJ Blyatman               | 778 tisíc        | 3. prosince 2016  | 336 milionů     |
| 22.                                 | GunBrick                  | 767 tisíc        | 24. května 2024   | 245 milionů     |
| 23.                                 | Lucia Mikušová            | 696 tisíc        | 3. srpna 2023     | 328 milionů     |
| 24.                                 | KALI RECORDS              | 685 tisíc        | 1. dubna 2012     | 906 milionů     |
| 25.                                 | Nikki Hatsune Cosplay     | 648 tisíc        | 17. května 2022   | 270 milionů     |
| 26.                                 | The Lullaby World         | 618 tisíc        | 15. dubna 2012    | 34 milionů      |
| Seznam je aktuální k 8. Srpnu 2025. |                           |                  |                   |                 |